# Liga de Voleibol Argentina 2019-20
La Liga de Voleibol Argentina 2019-20 fue la vigésima cuarta edición del certamen profesional de máxima división de equipos de vóley en la Argentina.
Respecto a la pasada temporada Libertad Burgi Vóley y UNTreF Vóley abandonaron la competencia por motivos económicos. Entre los equipos que habían de ascender, Jujuy Vóley, subcampeón de la Liga A2 decidió no participar mientras que Ateneo Mariano Moreno Vóley si aceptó formar parte del torneo. De esta manera la competencia pasó a estar integrada por nueve equipos.
Durante esta temporada y a razón del brote de coronavirus la ACLAV decidió que, desde el 12 de marzo, los partidos se jueguen a "puertas cerradas", sin ingreso del público. El 14 de marzo, una vez finalizadas las series de cuartos de final, ACLAV comunicó la suspensión momentánea de la competencia. El 31 de marzo de 2020, y a raíz de la suspensión momentánea del torneo, la organización decidió dar por finalizada la temporada, quedando el torneo vacante. La medida fue adoptada en conjunto con los clubes involucrados en la definición del torneo.

## Equipos participantes
| Club                        | Localidad                                      | Estadio/s                | 18-19                 | Part. | Camp. |
| --------------------------- | ---------------------------------------------- | ------------------------ | --------------------- | ----- | ----- |
| Ateneo Mariano Moreno Vóley | San Fernando del Valle de Catamarca, Catamarca | Polideportivo Capital    | 1.° Liga A2, ascendió | —     | —     |
| Bolívar Vóley               | Bolívar, Buenos Aires                          | República de Venezuela   | 1.°, campeón          | 17    | 8     |
| Ciudad Vóley                | Ciudad de Buenos Aires                         | Estadio Gorki Grana      | 7.°, cuartofinalista  | 6     | —     |
| Gigantes del Sur            | Neuquén, Neuquén                               | Estadio Ruca Che         | 6.°, cuartofinalista  | 14    | —     |
| Monteros Vóley Club         | Monteros, Tucumán                              | Polideportivo Municipal  | 9.°                   | 2     | —     |
| Obras                       | San Juan, San Juan                             | Estadio Aldo Cantoni     | 2.°, subcampeón       | 19    | —     |
| PSM Vóley                   | Puerto San Martín, Santa Fe                    | Club Paraná              | 10.°                  | 9     | —     |
| River Plate                 | Ciudad de Buenos Aires                         | Microestadio River Plate | 8.°, cuartofinalista  | 15    | 1     |
| UPCN San Juan Vóley         | San Juan, San Juan                             | Estadio Aldo Cantoni     | 3.°, semifinalista    | 12    | 7     |

### Relevo de plazas
| Ascendido de la Serie A2    |
| --------------------------- |
| Ateneo Mariano Moreno Vóley |

| Se baja del torneo   |
| -------------------- |
| Libertad Burgi Vóley |
| UNTreF Vóley         |

## Modo de disputa
La temporada de la Liga Argentina está conformada por la liga propiamente dicha y varios torneos que se disputan, o antes de la misma, o en simultáneo. Entre los torneos se encuentran:
- Supercopa: primer título oficial que enfrenta a los campeones de la Liga pasada y la Copa ACLAV pasada en partido único. Reemplaza la Copa Máster.
- Copa ACLAV: se disputa durante la temporada y se enfrentan todos los equipos. El campeón clasifica a la copa internacional de año siguiente.

- Liga de Voleibol:

La Liga está integrada por todos los equipos, quienes se enfrentan todos contra todos dos veces, una como local y otra como visitante. Durante esta etapa, se puntúa a cada equipo sobre la base de sus resultados tal que:
3 puntos por victoria en tres o cuatro sets, 3 a 0 o 3 a 1.
2 puntos por victoria en cinco sets, 3 a 2.
1 punto por derrota en cinco sets, 2 a 3.
0 puntos por derrota en tres o cuatro sets, 0 a 3 o 1 a 3.
Además existen dos ventanas de Grand Prix, que es un evento donde se disputa un triangular en sede única para alargar la cantidad de partidos que los equipos disputan.
Tras esta etapa, los ocho equipos con mayor cantidad de puntos clasifican a los cuartos de final, donde se enfrentan el mejor ubicado con el peor ubicado, el segundo mejor ubicado con el segundo peor ubicado, y así. Los cuatro mejores equipos tienen ventaja de localía, es decir, disputan más partidos como local.
La primera eliminatoria es los "Cuartos de final", al mejor de tres partidos, con formato 1-2, siendo locales los mejores ubicados en el segundo partido y el eventual tercero. Los cuatro ganadores avanzan a las semifinales, al mejor de cinco partidos, con formato 2-2-1 nuevamente, siendo local más veces el equipo mejor ubicado. Los dos ganadores de semifinales disputan la final con el mismo formato que la etapa anterior, 2-2-1, siendo local más veces aquel equipo que quedó mejor ubicado en la fase regular. El ganador de la final se proclama campeón.

## Supercopa
La Supercopa, por motivos de patrocinio Supercopa RUS, fue el partido inaugural de la temporada y además, el primer título que se definió en la misma. Los equipos que definen la supercopa son Bolívar Vóley, campeón de la pasada liga y Obras de San Juan, campeón de la pasada copa ACLAV. Se disputó a partido único en el Estadio de la Federación de Básquet de San Salvador de Jujuy. El campeón fue Bolívar Vóley, que venció en cinco sets.
| 24 de octubre, 21:00               | Bolívar Vóley | 3-2                                           | Obras (San Juan) | Estadio Federación de Básquet de Jujuy, Jujuy    |                                                  |
|                                    |               | ( 25-23, 19-25, 25-20, 21-25, 15-13 ) Reporte |                  | Árbitro(s): * Gabriel Fernández * Antonio Burgos | Árbitro(s): * Gabriel Fernández * Antonio Burgos |
| Partido televisado por TyC Sports. |               |                                               |                  |                                                  |                                                  |

## LVA 2019-2020

### Fase regular

#### Posiciones
| Pos. | Equipo                | Pts | Partidos | Partidos | Partidos | Sets | Sets | Tantos | Tantos |
| Pos. | Equipo                | Pts | PJ       | PG       | PP       | SG   | SP   | TG     | TP     |
| ---- | --------------------- | --- | -------- | -------- | -------- | ---- | ---- | ------ | ------ |
| 1.º  | Bolívar Vóley         | 51  | 20       | 18       | 2        | 55   | 15   | 1681   | 1439   |
| 2.º  | Ciudad Vóley          | 45  | 20       | 15       | 5        | 50   | 23   | 1681   | 1556   |
| 3.º  | Gigantes del Sur      | 40  | 20       | 14       | 6        | 49   | 33   | 1847   | 1682   |
| 4.º  | UPCN San Juan Vóley   | 39  | 20       | 13       | 7        | 45   | 27   | 1662   | 1564   |
| 5.º  | River Plate           | 32  | 20       | 10       | 10       | 40   | 38   | 1728   | 1733   |
| 6.º  | Obras (San Juan)      | 24  | 20       | 7        | 13       | 33   | 45   | 1703   | 1766   |
| 7.º  | Ateneo Mariano Moreno | 23  | 20       | 8        | 12       | 30   | 41   | 1531   | 1607   |
| 8.º  | Monteros Vóley        | 14  | 20       | 4        | 16       | 20   | 50   | 1487   | 1636   |
| 9.º  | PSM Vóley             | 2   | 20       | 1        | 19       | 8    | 59   | 1328   | 1665   |

|  |                                  |
|  | Clasificados a cuartos de final. |

#### Resultados
| Weekend 1               | Weekend 1 | Weekend 1             | Weekend 1         | Weekend 1      | Weekend 1 | Weekend 1 | Weekend 1 | Weekend 1 | Weekend 1 |
| Local                   | Resul     | Visitante             | Estadio           | Fecha          | Set 1     | Set 2     | Set 3     | Set 4     | Set 5     |
| ----------------------- | --------- | --------------------- | ----------------- | -------------- | --------- | --------- | --------- | --------- | --------- |
| UPCN San Juan Vóley     | 1-3       | River Plate           | Aldo Cantoni      | 31 de octubre  | 18-25     | 25-22     | 20-25     | 23-25     |           |
| Obras (SJ)              | 1-3       | Ciudad Vóley          | Aldo Cantoni      | 31 de octubre  | 21-25     | 21-25     | 25-23     | 11-25     |           |
| Bolívar Vóley           | 3-1       | Ateneo Mariano Moreno | Rep. de Venezuela | 1 de noviembre | 25-19     | 27-29     | 28-26     | 25-23     |           |
| PSM Vóley               | 1-3       | Monteros Vóley        | Club Paraná       | 1 de noviembre | 22-25     | 12-25     | 27-25     | 16-25     |           |
| Obras (SJ)              | 1-3       | River Plate           | Aldo Cantoni      | 2 de noviembre | 25-21     | 19-25     | 23-25     | 23-25     |           |
| UPCN San Juan Vóley     | 1-3       | Ciudad Vóley          | Aldo Cantoni      | 2 de noviembre | 25-18     | 25-27     | 18-25     | 18-25     |           |
| PSM Vóley               | 0-3       | Ateneo Mariano Moreno | Club Paraná       | 3 de noviembre | 22-25     | 13-25     | 22-25     |           |           |
| Bolívar Vóley           | 3-0       | Monteros Vóley        | Rep. de Venezuela | 3 de noviembre | 25-16     | 25-21     | 25-19     |           |           |
| Libre: Gigantes del Sur |           |                       |                   |                |           |           |           |           |           |

| Weekend 2           | Weekend 2 | Weekend 2             | Weekend 2                | Weekend 2       | Weekend 2 | Weekend 2 | Weekend 2 | Weekend 2 | Weekend 2 |
| Local               | Resul     | Visitante             | Estadio                  | Fecha           | Set 1     | Set 2     | Set 3     | Set 4     | Set 5     |
| ------------------- | --------- | --------------------- | ------------------------ | --------------- | --------- | --------- | --------- | --------- | --------- |
| Obras (SJ)          | 2-3       | Gigantes del Sur      | Aldo Cantoni             | 7 de noviembre  | 25-21     | 17-25     | 25-18     | 23-25     | 9-15      |
| Ciudad Vóley        | 3-0       | Monteros Vóley        | Gorki Grana              | 7 de noviembre  | 25-17     | 25-21     | 25-22     |           |           |
| River Plate         | 3-1       | Ateneo Mariano Moreno | Microestadio River Plate | 7 de noviembre  | 17-25     | 25-14     | 25-21     | 25-20     |           |
| Ciudad Vóley        | 2-3       | Ateneo Mariano Moreno | Gorki Grana              | 8 de noviembre  | 17-25     | 25-19     | 25-23     | 22-25     | 12-15     |
| River Plate         | 3-0       | Monteros Vóley        | Microestadio River Plate | 8 de noviembre  | 25-21     | 25-19     | 25-19     |           |           |
| UPCN San Juan Vóley | 2-3       | Gigantes del Sur      | Aldo Cantoni             | 9 de noviembre  | 20-25     | 25-18     | 24-26     | 26-24     | 12-15     |
| Bolívar Vóley       | 3-0       | PSM Vóley             | Rep. de Venezuela        | 20 de noviembre | 25-21     | 25-18     | 25-18     |           |           |

| Weekend 3             | Weekend 3 | Weekend 3           | Weekend 3                | Weekend 3       | Weekend 3 | Weekend 3 | Weekend 3 | Weekend 3 | Weekend 3 |
| Local                 | Resul     | Visitante           | Estadio                  | Fecha           | Set 1     | Set 2     | Set 3     | Set 4     | Set 5     |
| --------------------- | --------- | ------------------- | ------------------------ | --------------- | --------- | --------- | --------- | --------- | --------- |
| Ciudad Vóley          | 0-3       | Bolívar Vóley       | Gorki Grana              | 14 de noviembre | 13-25     | 16-25     | 17-25     |           |           |
| River Plate           | 3-1       | PSM Vóley           | Microestadio River Plate | 14 de noviembre | 25-17     | 23-25     | 25-19     | 25-17     |           |
| Ateneo Mariano Moreno | 1-3       | Gigantes del Sur    | Polideportivo Capital    | 14 de noviembre | 23-25     | 25-21     | 22-25     | 22-25     |           |
| Ciudad Vóley          | 3-0       | PSM Vóley           | Gorki Grana              | 16 de noviembre | 25-23     | 25-20     | 25-16     |           |           |
| River Plate           | 0-3       | Bolívar Vóley       | Microestadio River Plate | 16 de noviembre | 20-25     | 23-25     | 14-25     |           |           |
| Obras (SJ)            | 0-3       | UPCN San Juan Vóley | Complejo La Superiora    | 16 de noviembre | 22-25     | 23-25     | 14-25     |           |           |
| Monteros Vóley        | 1-3       | Gigantes del Sur    | Polideportivo Municipal  | 16 de noviembre | 25-21     | 16-25     | 23-25     | 21-25     |           |

| Weekend 4             | Weekend 4 | Weekend 4           | Weekend 4               | Weekend 4       | Weekend 4 | Weekend 4 | Weekend 4 | Weekend 4 | Weekend 4 |
| Local                 | Resul     | Visitante           | Estadio                 | Fecha           | Set 1     | Set 2     | Set 3     | Set 4     | Set 5     |
| --------------------- | --------- | ------------------- | ----------------------- | --------------- | --------- | --------- | --------- | --------- | --------- |
| Ateneo Mariano Moreno | 3-2       | UPCN San Juan Vóley | Polideportivo Capital   | 21 de noviembre | 25-27     | 19-25     | 25-19     | 25-19     | 15-13     |
| Monteros Vóley        | 1-3       | Obras (SJ)          | Polideportivo Municipal | 21 de noviembre | 25-22     | 17-25     | 15-25     | 24-26     |           |
| Gigantes del Sur      | 3-0       | PSM Vóley           | Ruca Che                | 22 de noviembre | 25-19     | 29-27     | 25-19     |           |           |
| Ciudad Vóley          | 3-2       | River Plate         | Gorki Grana             | 22 de noviembre | 14-25     | 25-22     | 25-20     | 23-25     | 15-9      |
| Monteros Vóley        | 0-3       | UPCN San Juan Vóley | Polideportivo Municipal | 23 de noviembre | 22-25     | 27-29     | 15-25     |           |           |
| Ateneo Mariano Moreno | 2-3       | Obras (SJ)          | Polideportivo Capital   | 23 de noviembre | 22-25     | 17-25     | 26-24     | 25-22     | 11-15     |
| Gigantes del Sur      | 2-3       | Bolívar Vóley       | Ruca Che                | 24 de noviembre | 14-25     | 20-25     | 25-21     | 25-23     | 14-16     |

| Weekend 5        | Weekend 5 | Weekend 5             | Weekend 5               | Weekend 5       | Weekend 5 | Weekend 5 | Weekend 5 | Weekend 5 | Weekend 5 |
| Local            | Resul     | Visitante             | Estadio                 | Fecha           | Set 1     | Set 2     | Set 3     | Set 4     | Set 5     |
| ---------------- | --------- | --------------------- | ----------------------- | --------------- | --------- | --------- | --------- | --------- | --------- |
| Gigantes del Sur | 2-3       | Ciudad Vóley          | Ruca Che                | 28 de noviembre | 20-25     | 25-18     | 24-26     | 25-21     | 9-15      |
| Bolívar Vóley    | 3-0       | Obras (SJ)            | Rep. de Venezuela       | 28 de noviembre | 25-23     | 25-16     | 25-14     |           |           |
| PSM Vóley        | 0-3       | UPCN San Juan Vóley   | Club Paraná             | 28 de noviembre | 19-25     | 17-25     | 17-25     |           |           |
| Gigantes del Sur | 3-1       | River Plate           | Ruca Che                | 30 de noviembre | 25-17     | 24-26     | 25-22     | 25-19     |           |
| Monteros Vóley   | 1-3       | Ateneo Mariano Moreno | Polideportivo Municipal | 30 de noviembre | 23-25     | 25-22     | 17-25     | 17-25     |           |
| Bolívar Vóley    | 3-0       | UPCN San Juan Vóley   | Rep. de Venezuela       | 30 de noviembre | 25-20     | 25-19     | 25-20     |           |           |
| PSM Vóley        | 0-3       | Obras (SJ)            | Club Paraná             | 30 de noviembre | 20-25     | 21-25     | 20-25     |           |           |

| Weekend 6 - Grand Prix | Weekend 6 - Grand Prix | Weekend 6 - Grand Prix | Weekend 6 - Grand Prix                                              | Weekend 6 - Grand Prix | Weekend 6 - Grand Prix | Weekend 6 - Grand Prix | Weekend 6 - Grand Prix | Weekend 6 - Grand Prix | Weekend 6 - Grand Prix |
| Local                  | Resul                  | Visitante              | Estadio                                                             | Fecha                  | Set 1                  | Set 2                  | Set 3                  | Set 4                  | Set 5                  |
| ---------------------- | ---------------------- | ---------------------- | ------------------------------------------------------------------- | ---------------------- | ---------------------- | ---------------------- | ---------------------- | ---------------------- | ---------------------- |
| Obras (SJ)             | 0-3                    | Bolívar Vóley          | Aldo Cantoni                                                        | 5 de diciembre         | 22-25                  | 20-25                  | 18-25                  |                        |                        |
| UPCN San Juan Vóley    | 0-3                    | Bolívar Vóley          | Aldo Cantoni                                                        | 6 de diciembre         | 23-25                  | 26-28                  | 21-25                  |                        |                        |
| UPCN San Juan Vóley    | 3-0                    | Obras (SJ)             | Aldo Cantoni                                                        | 10 de diciembre        | 25-20                  | 25-22                  | 25-23                  |                        |                        |
| Ciudad Vóley           | 3-1                    | Gigantes del Sur       | Gorki Grana Microestadio River Plate Gorki Grana                    | 5 de diciembre         | 25-18                  | 20-25                  | 27-25                  | 25-23                  |                        |
| River Plate            | 3-2                    | Gigantes del Sur       | Gorki Grana Microestadio River Plate Gorki Grana                    | 6 de diciembre         | 20-25                  | 30-28                  | 25-21                  | 13-25                  | 16-14                  |
| Ciudad Vóley           | 3-0                    | River Plate            | Gorki Grana Microestadio River Plate Gorki Grana                    | 7 de diciembre         | 26-24                  | 25-14                  | 31-29                  |                        |                        |
| Ateneo Mariano Moreno  | 3-0                    | PSM Vóley              | Polideportivo Capital Polideportivo Municipal Polideportivo Capital | 6 de diciembre         | 27-25                  | 25-16                  | 25-21                  |                        |                        |
| Monteros Vóley         | 2-3                    | PSM Vóley              | Polideportivo Capital Polideportivo Municipal Polideportivo Capital | 8 de diciembre         | 26-28                  | 20-25                  | 25-18                  | 25-20                  | 13-15                  |
| Ateneo Mariano Moreno  | 3-0                    | Monteros Vóley         | Polideportivo Capital Polideportivo Municipal Polideportivo Capital | 19 de diciembre        | 25-14                  | 25-13                  | 25-23                  |                        |                        |

| Disputa de la Copa ACLAV Argentina 2019. |
| ---------------------------------------- |

| Receso de fin de año. |
| --------------------- |

| Weekend 7               | Weekend 7 | Weekend 7           | Weekend 7                | Weekend 7      | Weekend 7 | Weekend 7 | Weekend 7 | Weekend 7 | Weekend 7 |
| Local                   | Resul     | Visitante           | Estadio                  | Fecha          | Set 1     | Set 2     | Set 3     | Set 4     | Set 5     |
| ----------------------- | --------- | ------------------- | ------------------------ | -------------- | --------- | --------- | --------- | --------- | --------- |
| Ateneo Mariano Moreno   | 3-0       | PSM Vóley           | Polideportivo Capital    | 5 de diciembre | 25-16     | 25-13     | 25-16     |           |           |
| Monteros Vóley          | 3-0       | PSM Vóley           | Polideportivo Municipal  | 9 de diciembre | 25-20     | 25-18     | 27-25     |           |           |
| River Plate             | 2-3       | UPCN San Juan Vóley | Microestadio River Plate | 16 de enero    | 19-25     | 25-22     | 25-18     | 26-28     | 8-15      |
| Monteros Vóley          | 0-3       | Bolívar Vóley       | Polideportivo Municipal  | 17 de enero    | 20-25     | 20-25     | 23-25     |           |           |
| Ciudad Vóley            | 2-3       | UPCN San Juan Vóley | Gorki Grana              | 18 de enero    | 23-25     | 25-23     | 25-16     | 20-25     | 11-15     |
| River Plate             | 1-3       | Obras (SJ)          | Microestadio River Plate | 18 de enero    | 25-21     | 21-25     | 22-25     | 18-25     |           |
| Ciudad Vóley            | 3-1       | Obras (SJ)          | Gorki Grana              | 19 de enero    | 25-23     | 22-25     | 25-23     | 25-20     |           |
| Ateneo Mariano Moreno   | 0-3       | Bolívar Vóley       | Polideportivo Capital    | 19 de enero    | 21-25     | 21-25     | 22-25     |           |           |
| Libre: Gigantes del Sur |           |                     |                          |                |           |           |           |           |           |

| Weekend 8             | Weekend 8 | Weekend 8           | Weekend 8               | Weekend 8   | Weekend 8 | Weekend 8 | Weekend 8 | Weekend 8 | Weekend 8 |
| Local                 | Resul     | Visitante           | Estadio                 | Fecha       | Set 1     | Set 2     | Set 3     | Set 4     | Set 5     |
| --------------------- | --------- | ------------------- | ----------------------- | ----------- | --------- | --------- | --------- | --------- | --------- |
| PSM Vóley             | 1-3       | Bolívar Vóley       | Club Paraná             | 21 de enero | 16-25     | 13-25     | 25-21     | 15-25     |           |
| Gigantes del Sur      | 3-1       | Obras (SJ)          | Ruca Che                | 22 de enero | 25-21     | 23-25     | 25-19     | 25-19     |           |
| Monteros Vóley        | 0-3       | Ciudad Vóley        | Polideportivo Municipal | 23 de enero | 22-25     | 23-25     | 20-25     |           |           |
| Ateneo Mariano Moreno | 0-3       | River Plate         | Polideportivo Capital   | 23 de enero | 21-25     | 22-25     | 23-25     |           |           |
| Gigantes del Sur      | 0-3       | UPCN San Juan Vóley | Ruca Che                | 25 de enero | 20-25     | 20-25     | 23-25     |           |           |
| Ateneo Mariano Moreno | 0-3       | Ciudad Vóley        | Polideportivo Capital   | 25 de enero | 21-25     | 17-25     | 23-25     |           |           |
| Monteros Vóley        | 0-3       | River Plate         | Polideportivo Municipal | 26 de enero | 22-25     | 21-25     | 19-25     |           |           |

| Weekend 9           | Weekend 9 | Weekend 9             | Weekend 9         | Weekend 9     | Weekend 9 | Weekend 9 | Weekend 9 | Weekend 9 | Weekend 9 |
| Local               | Resul     | Visitante             | Estadio           | Fecha         | Set 1     | Set 2     | Set 3     | Set 4     | Set 5     |
| ------------------- | --------- | --------------------- | ----------------- | ------------- | --------- | --------- | --------- | --------- | --------- |
| PSM Vóley           | 0-3       | River Plate           | Club Paraná       | 30 de enero   | 20-25     | 22-25     | 22-25     |           |           |
| Gigantes del Sur    | 3-2       | Monteros Vóley        | Ruca Che          | 31 de enero   | 24-26     | 25-21     | 25-20     | 23-25     | 15-12     |
| Bolívar Vóley       | 3-2       | River Plate           | Rep. de Venezuela | 6 de febrero  | 25-23     | 25-23     | 26-28     | 18-25     | 15-8      |
| Gigantes del Sur    | 3-0       | Ateneo Mariano Moreno | Ruca Che          | 13 de febrero | 25-0      | 25-0      | 25-0      |           |           |
| PSM Vóley           | 0-3       | Ciudad Vóley          | Club Paraná       | 14 de febrero | 20-25     | 19-25     | 14-25     |           |           |
| UPCN San Juan Vóley | 3-0       | Obras (SJ)            | Aldo Cantoni      | 25 de febrero | 28-26     | 25-18     | 25-18     |           |           |
| Bolívar Vóley       | 3-0       | Ciudad Vóley          | Rep. de Venezuela | 26 de febrero | 25-22     | 25-17     | 30-28     |           |           |

| Weekend 10          | Weekend 10 | Weekend 10            | Weekend 10               | Weekend 10   | Weekend 10 | Weekend 10 | Weekend 10 | Weekend 10 | Weekend 10 |
| Local               | Resul      | Visitante             | Estadio                  | Fecha        | Set 1      | Set 2      | Set 3      | Set 4      | Set 5      |
| ------------------- | ---------- | --------------------- | ------------------------ | ------------ | ---------- | ---------- | ---------- | ---------- | ---------- |
| UPCN San Juan Vóley | 3-0        | Monteros Vóley        | Aldo Cantoni             | 4 de febrero | 25-19      | 25-17      | 25-23      |            |            |
| Obras (SJ)          | 3-0        | Monteros Vóley        | Aldo Cantoni             | 5 de febrero | 25-22      | 28-26      | 25-16      |            |            |
| UPCN San Juan Vóley | 0-3        | Ateneo Mariano Moreno | Aldo Cantoni             | 6 de febrero | 22-25      | 18-25      | 21-25      |            |            |
| Bolívar Vóley       | 3-0        | Gigantes del Sur      | Rep. de Venezuela        | 7 de febrero | 25-12      | 25-18      | 25-21      |            |            |
| Obras (SJ)          | 3-1        | Ateneo Mariano Moreno | Aldo Cantoni             | 8 de febrero | 25-23      | 25-19      | 23-25      | 25-18      |            |
| River Plate         | 0-3        | Ciudad Vóley          | Microestadio River Plate | 8 de febrero | 23-25      | 25-27      | 16-25      |            |            |
| PSM Vóley           | 0-3        | Gigantes del Sur      | Club Paraná              | 9 de febrero | 17-25      | 22-25      | 15-25      |            |            |

| Receso por la disputa del Campeonato Sudamericano de Clubes. |
| ------------------------------------------------------------ |

| Weekend 11            | Weekend 11 | Weekend 11       | Weekend 11               | Weekend 11    | Weekend 11 | Weekend 11 | Weekend 11 | Weekend 11 | Weekend 11 |
| Local                 | Resul      | Visitante        | Estadio                  | Fecha         | Set 1      | Set 2      | Set 3      | Set 4      | Set 5      |
| --------------------- | ---------- | ---------------- | ------------------------ | ------------- | ---------- | ---------- | ---------- | ---------- | ---------- |
| Ciudad Vóley          | 1-3        | Gigantes del Sur | Gorki Grana              | 20 de febrero | 22-25      | 25-18      | 21-25      | 16-25      |            |
| UPCN San Juan Vóley   | 3-1        | Bolívar Vóley    | Aldo Cantoni             | 20 de febrero | 23-25      | 25-23      | 25-21      | 25-21      |            |
| Obras (SJ)            | 3-1        | PSM Vóley        | Aldo Cantoni             | 21 de febrero | 25-13      | 29-31      | 25-20      | 25-21      |            |
| UPCN San Juan Vóley   | 3-0        | PSM Vóley        | Aldo Cantoni             | 22 de febrero | 25-19      | 26-24      | 25-22      |            |            |
| River Plate           | 0-3        | Gigantes del Sur | Microestadio River Plate | 22 de febrero | 15-25      | 20-25      | 23-25      |            |            |
| Ateneo Mariano Moreno | 1-3        | Monteros Vóley   | Polideportivo Capital    | 22 de febrero | 25-19      | 18-25      | 22-25      | 19-25      |            |
| Obras (SJ)            | 2-3        | Bolívar Vóley    | Aldo Cantoni             | 22 de febrero | 17-25      | 25-22      | 20-25      | 26-24      | 13-15      |

| Weekend 12 - Grand Prix | Weekend 12 - Grand Prix | Weekend 12 - Grand Prix | Weekend 12 - Grand Prix | Weekend 12 - Grand Prix | Weekend 12 - Grand Prix | Weekend 12 - Grand Prix | Weekend 12 - Grand Prix | Weekend 12 - Grand Prix | Weekend 12 - Grand Prix |
| Local                   | Resul                   | Visitante               | Estadio                 | Fecha                   | Set 1                   | Set 2                   | Set 3                   | Set 4                   | Set 5                   |
| ----------------------- | ----------------------- | ----------------------- | ----------------------- | ----------------------- | ----------------------- | ----------------------- | ----------------------- | ----------------------- | ----------------------- |
| Gigantes del Sur        | 3-2                     | River Plate             | Ruca Che                | 27 de febrero           | 17-25                   | 25-22                   | 25-27                   | 25-17                   | 15-13                   |
| River Plate             | 3-2                     | Obras (SJ)              | Ruca Che                | 28 de febrero           | 24-26                   | 19-25                   | 25-21                   | 25-18                   | 17-15                   |
| Gigantes del Sur        | 3-2                     | Obras (SJ)              | Ruca Che                | 29 de febrero           | 25-15                   | 24-26                   | 20-25                   | 25-17                   | 15-13                   |
| Monteros Vóley          | 3-0                     | Ateneo Mariano Moreno   | Polideportivo Municipal | 27 de febrero           | 25-17                   | 25-11                   | 25-21                   |                         |                         |
| Ateneo Mariano Moreno   | 0-3                     | UPCN San Juan Vóley     | Polideportivo Municipal | 28 de febrero           | 23-25                   | 17-25                   | 22-25                   |                         |                         |
| Monteros Vóley          | 1-3                     | UPCN San Juan Vóley     | Polideportivo Municipal | 29 de febrero           | 25-22                   | 17-25                   | 18-25                   | 18-25                   |                         |
| Bolívar Vóley           | 0-3                     | Ciudad Vóley            | Rep. de Venezuela       | 27 de febrero           | 22-25                   | 15-25                   | 17-25                   |                         |                         |
| PSM Vóley               | 0-3                     | Ciudad Vóley            | Rep. de Venezuela       | 28 de febrero           | 24-26                   | 19-25                   | 21-25                   |                         |                         |
| Bolívar Vóley           | 3-1                     | PSM Vóley               | Rep. de Venezuela       | 29 de febrero           | 23-25                   | 25-23                   | 25-21                   | 25-22                   |                         |

### Segunda fase, play-offs
|  | Cuartos de final | Cuartos de final      | Cuartos de final |                     |     | Semifinales   | Semifinales | Semifinales |  |  | Final | Final | Final |  |
|  |                  |                       |                  |                     |     |               |             |             |  |  |       |       |       |  |
|  |                  |                       |                  |                     |     |               |             |             |  |  |       |       |       |  |
|  | 1.°              | Bolívar Vóley         | 2                |                     |     |               |             |             |  |  |       |       |       |  |
|  | 1.°              | Bolívar Vóley         | 2                |                     |     |               |             |             |  |  |       |       |       |  |
|  | 8.°              | Monteros Vóley        | 0                |                     |     |               |             |             |  |  |       |       |       |  |
|  | 8.°              | Monteros Vóley        | 0                |                     | 1.° | Bolívar Vóley |             |             |  |  |       |       |       |  |
|  |                  |                       |                  |                     | 1.° | Bolívar Vóley |             |             |  |  |       |       |       |  |
|  |                  |                       | 4.°              | UPCN San Juan Vóley |     |               |             |             |  |  |       |       |       |  |
|  | 4.°              | UPCN San Juan Vóley   | 4.°              | UPCN San Juan Vóley | 2   |               |             |             |  |  |       |       |       |  |
|  | 4.°              | UPCN San Juan Vóley   |                  |                     |     |               |             |             |  |  |       |       |       |  |
|  | 5.°              | River Plate           | 0                |                     |     |               |             |             |  |  |       |       |       |  |
|  | 5.°              | River Plate           | 0                |                     |     |               | —.°         |             |  |  |       |       |       |  |
|  |                  |                       |                  |                     |     |               |             |             |  |  |       |       |       |  |
|  |                  |                       | —.°              |                     |     |               |             |             |  |  |       |       |       |  |
|  | 2.°              | Ciudad Vóley          | 2                |                     |     |               |             |             |  |  |       |       |       |  |
|  | 2.°              | Ciudad Vóley          | 2                |                     |     |               |             |             |  |  |       |       |       |  |
|  | 7.°              | Ateneo Mariano Moreno | 0                |                     |     |               |             |             |  |  |       |       |       |  |
|  | 7.°              | Ateneo Mariano Moreno | 0                |                     | 2.° | Ciudad Vóley  |             |             |  |  |       |       |       |  |
|  |                  |                       |                  |                     | 2.° | Ciudad Vóley  |             |             |  |  |       |       |       |  |
|  |                  |                       | 3.°              | Gigantes del Sur    |     |               |             |             |  |  |       |       |       |  |
|  | 3.°              | Gigantes del Sur      | 3.°              | Gigantes del Sur    | 2   |               |             |             |  |  |       |       |       |  |
|  | 3.°              | Gigantes del Sur      |                  |                     |     |               |             |             |  |  |       |       |       |  |
|  | 6.°              | Obras (San Juan)      | 0                |                     |     |               |             |             |  |  |       |       |       |  |
|  | 6.°              | Obras (San Juan)      | 0                |                     |     |               |             |             |  |  |       |       |       |  |
|  |                  |                       |                  |                     |     |               |             |             |  |  |       |       |       |  |

Nota: los resultados que figuran a la derecha de los equipos son la cantidad de partidos ganados en la serie.

#### Cuartos de final
Bolívar Vóley - Monteros Vóley
| 5 de marzo, 21:30 | Monteros Vóley | 1-3                                    | Bolívar Vóley | Polideportivo Municipal, Monteros                  |                                                    |
|                   |                | ( 25-22, 24-26, 17-25, 16-25 ) Reporte |               | Árbitro(s): * José Luis Barrios * Jonatan Escudero | Árbitro(s): * José Luis Barrios * Jonatan Escudero |

| 12 de marzo, 21:00 | Bolívar Vóley | 3-0                             | Monteros Vóley | Estadio República de Venezuela, Bolívar     |                                             |
|                    |               | ( 25-18, 25-22, 25-17 ) Reporte |                | Árbitro(s): * Karina René * Ricardo Cabrera | Árbitro(s): * Karina René * Ricardo Cabrera |

UPCN San Juan Vóley - River Plate
| 5 de marzo, 21:00 | River Plate | 0-3                             | UPCN San Juan Vóley | Microestadio River Plate, Buenos Aires      |                                             |
|                   |             | ( 21-25, 20-25, 18-25 ) Reporte |                     | Árbitro(s): * Nicolás Casado * Luis Fuentes | Árbitro(s): * Nicolás Casado * Luis Fuentes |

| 12 de marzo, 22:00 | UPCN San Juan Vóley | 3-1                                    | River Plate | Estadio Aldo Cantoni, San Juan                          |                                                         |
|                    |                     | ( 27-25, 23-25, 25-20, 25-21 ) Reporte |             | Árbitro(s): * Andrés Villarreal * Pablo Sebastián Pérez | Árbitro(s): * Andrés Villarreal * Pablo Sebastián Pérez |

Ciudad Vóley - Ateneo Mariano Moreno
| 6 de marzo, 21:00 | Ateneo Mariano Moreno | 1-3                                    | Ciudad Vóley | Polideportivo Fray Mamerto Esquiú, Catamarca    |                                                 |
|                   |                       | ( 25-22, 21-25, 18-25, 19-25 ) Reporte |              | Árbitro(s): * Marcelo Pierobón * Antonio Burgos | Árbitro(s): * Marcelo Pierobón * Antonio Burgos |

| 12 de marzo, 20:30                 | Ciudad Vóley | 3-0                             | Ateneo Mariano Moreno | Polideportivo Gorki Grana, Morón                 |                                                  |
|                                    |              | ( 25-16, 25-16, 25-17 ) Reporte |                       | Árbitro(s): * Sebastián Cagiao * Cristian Chunco | Árbitro(s): * Sebastián Cagiao * Cristian Chunco |
| Partido televisado por TyC Sports. |              |                                 |                       |                                                  |                                                  |

Gigantes del Sur - Obras (San Juan)
| 5 de marzo, 22:00                  | Obras (SJ) | 0-3                             | Gigantes del Sur | Estadio Aldo Cantoni, San Juan                       |                                                      |
|                                    |            | ( 23-25, 18-25, 26-28 ) Reporte |                  | Árbitro(s): * Gabriel Fernández * Fernando Montivero | Árbitro(s): * Gabriel Fernández * Fernando Montivero |
| Partido televisado por TyC Sports. |            |                                 |                  |                                                      |                                                      |

| 12 de marzo, 21:00 | Gigantes del Sur | 3-0                             | Obras (SJ) | Estadio Ruca Che, Neuquén                     |                                               |
|                    |                  | ( 25-19, 25-12, 25-23 ) Reporte |            | Árbitro(s): * Fernando Romano * Víctor Bagala | Árbitro(s): * Fernando Romano * Víctor Bagala |

#### Semifinales
Encuentros no disputados por la suspensión de la temporada.

#### Final
Encuentros no disputados por la suspensión de la temporada.